# Ustav Sjedinjenih Američkih Država
Ustav SAD-a (eng. Constitution of the United States) naziv je za dokument koji je nakon Američkog rata za neovisnost, točnije 1787., donio Ustavotvorni kongres Sjedinjenih Američkih Država. Bio je to prvi ustav u svijetu.
Prema njemu SAD postaju savezna (federativna) republika. Predsjednik države ima izvršnu i vrhovnu vlast, zakonodavnu vlast dobiva Kongres SAD-a, a svaki zakon koji nije u skladu s Ustavom može poništiti Vrhovni sud.
Ipak, američki Ustav nije poštovao stavove Deklaracije neovisnosti. Pravo glasa dobili su samo bogatiji građani. U posebno teškom položaju bili su Negroidi, a nastavljeno je potiskivanje i istrebljivanje Indijanaca.
Taj je Ustav na snazi i danas, ali je izmijenjen i dopunjen brojnim amandmanima.